# 名字绑定
在程式設計語言中，名字绑定是把实体（数据或/且代码）关联到标识符。标识符绑定到实体被称为引用该对象。机器语言没有内建的标识符表示方法，但程序设计语言实现了名字与对象的绑定。绑定最初是与作用域相关，因为作用域确定了哪个名字绑定到哪个对象——在程序代码中的哪个位置与哪条执行路径。

## 绑定时机
- 静态绑定（Static binding）或称早绑定（early binding）：名字绑定发生在程序开始运行之前。[2]
- 动态绑定（Dynamic binding）或称迟绑定（late binding）、虚绑定（virtual binding）：名字绑定发生在程序运行时。[2]

静态绑定的例子，如C语言的函数调用：用标识符引用的函数在运行时不能改变。
动态绑定的例子如C++虚函数调用时的动态分派。由于多态对象的具体类型在运行前是未知的，因此被执行函数需要动态绑定。
```
public
 
void
 
foo
(
java
.
util
.
List
<
String
>
 
list
)
 
{

    
list
.
add
(
"bar"
);

}

```

List是一个接口，因此list必须引用到它的子类型。它是引用到LinkedList，ArrayList或List的其它子类型？add实际引用到的方法在运行时之前也是未知的。C语言中，这种动态绑定可以通过调用一个函数指针类型的变量或表达式，其值直到运行时求值之前都是未知的。

## 重绑定与变异
重绑定不能与变异混淆：
- 重绑定（Rebinding）是改变引用的标识符；
- 变异（Mutation）是改变被引用的实体。

考虑下面Java代码：
```
LinkedList
<
String
>
 
list
;

list
 
=
 
new
 
LinkedList
<
String
>
();

list
.
add
(
"foo"
);

list
 
=
 
null
;

```

标识符list最初引用到空（未初始化）；然后重绑定到一个对象（一个字符串链表）；这个被list引用的字符串链表被变异，即增加一个字符串到该链表；最后，list被重绑定到null。

## 静态迟绑定
静态迟绑定（late static binding）是静态绑定与动态绑定之间的一个变种。考虑下述PHP例子：
```
class
 
A

{

    
static
 
$word
 
=
 
"hello"
;

    
static
 
function
 
hello
()
 
{
 
print
 
self
::
$word
;
 
}

}

class
 
B
 
extends
 
A

{

    
static
 
$word
 
=
 
"bye"
;

}

B
::
hello
();

```

在上例中，PHP解释器把A::hello()关键字self绑定到类A，因此B::hello()打印出字符串"hello"。如果self::$word的语义是基于静态迟绑定，结果就是"bye"。
从PHP版本5.3开始支持静态迟绑定。具体说，上例中的self::$word如果改为下例中的static::$word，关键字static指示运行时才绑定，B::hello()的调用结果将是"bye"：
```
class
 
A

{

    
static
 
$word
 
=
 
"hello"
;

    
static
 
function
 
hello
()
 
{
 
print
 
static
::
$word
;
 
}

}

class
 
B
 
extends
 
A

{

    
static
 
$word
 
=
 
"bye"
;

}

B
::
hello
();

```